# Landessozialgericht Nordrhein-Westfalen

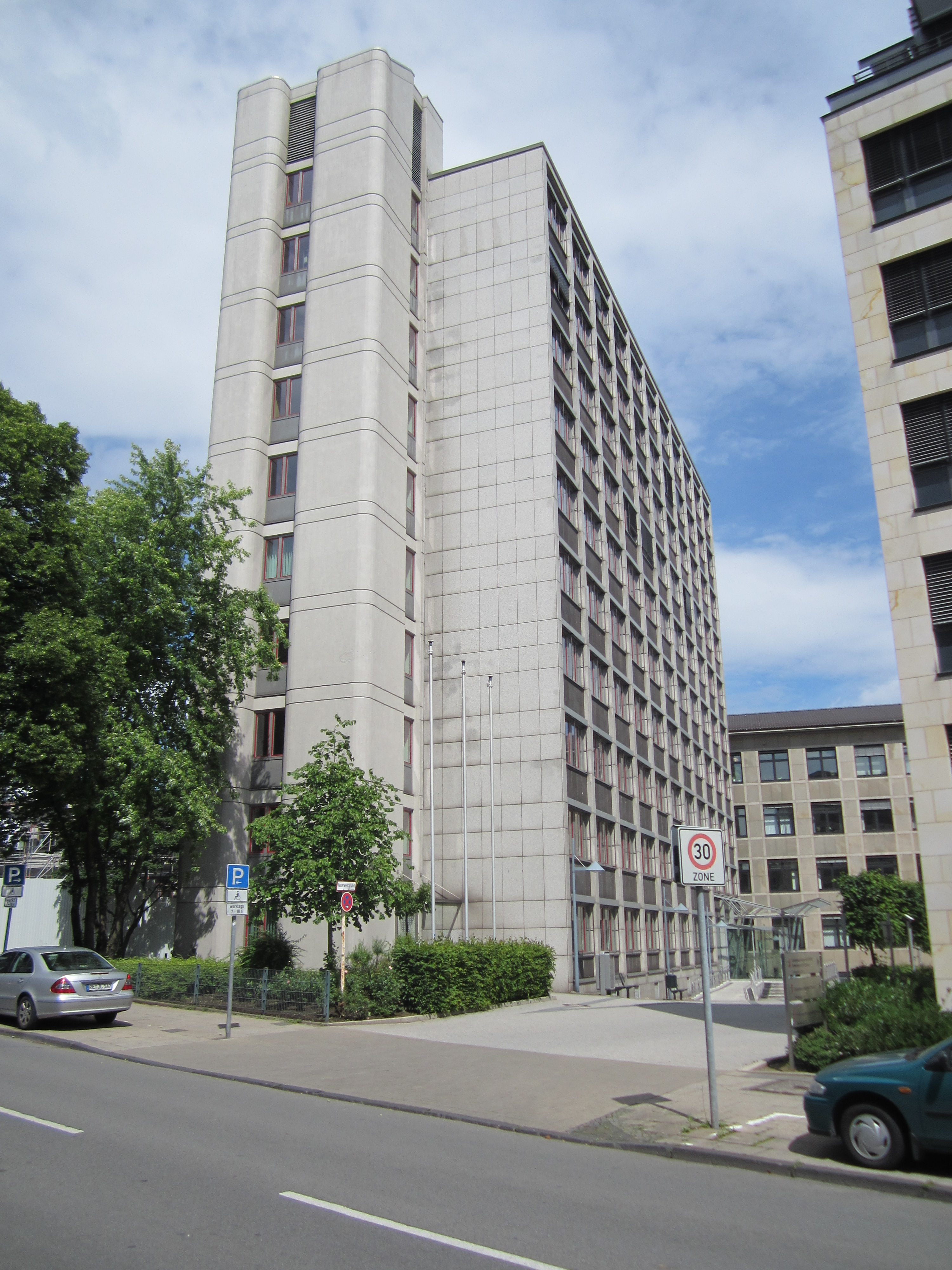
Gebäude des Landessozialgerichts Nordrhein-Westfalen in Essen-Rüttenscheid

Das Landessozialgericht Nordrhein-Westfalen ist ein Gericht der Sozialgerichtsbarkeit Nordrhein-Westfalens.

## Geschichte
Die eigenständige Sozialgerichtsbarkeit in Deutschland entstand zum 1. Januar 1954. Bis zu diesem Zeitpunkt oblagen den Versicherungsämtern sowohl ausführende Verwaltungsaufgaben bei der Umsetzung der Sozialgesetze, als auch Entscheidungen bei Rechtsstreitigkeiten über Leistungsansprüche der Versicherten. Dies widersprach jedoch der vom Grundgesetz, Artikel 20, geforderten Gewaltenteilung. Daher wurden die rechtsprechenden Aufgabenanteile 1954 herausgelöst und einer dreistufigen Sozialgerichtsbarkeit übertragen. Als Gründungspräsident des in der Stadt Essen angesiedelten Landessozialgerichts Nordrhein-Westfalen wurde Erich Roehrbein, Professor an der Universität zu Köln für Individual- und Sozialversicherungsrecht sowie Bürgerliches Recht, ernannt. Er leitete das im Aufbau befindliche Gericht bis zu seinem Ruhestand im Jahr 1960.
Erste Präsidentin des Landessozialgerichts war von 2010 bis 2013 Ricarda Brandts.

## Instanzenzug
Dem Landessozialgericht Nordrhein-Westfalen ist das Bundessozialgericht übergeordnet. Nachgeordnete Gerichte sind die Sozialgerichte Aachen, Detmold, Dortmund, Düsseldorf, Duisburg, Gelsenkirchen, Köln und Münster.

## Gerichtssitz und -bezirk
Das Landessozialgericht (LSG) hat seinen Sitz in Essen. Der Gerichtsbezirk umfasst das gesamte Gebiet des Bundeslandes.

## Organisation
Das Landessozialgericht hat mit Stand 1. Februar 2023 zur Ausübung der Rechtsprechung 21 Senate, die jeweils aus einem Vorsitzenden und zwei oder vier Beisitzern bestehen. Ihre Zuständigkeit ergibt sich aus dem jeweils gültigen, mindestens jährlich erlassenen Geschäftsverteilplan.
Zur Abteilung Verwaltung gehören:
- Präsident mit Sekretariat
- Vizepräsident mit Sekretariat
- Dezernat 1: Richter- und Presseangelegenheiten
- Dezernat 2: Organisation, Organisationsentwicklung, Gesundheitsmanagement und Fortbildung
- Dezernat 3: Verwaltungsangelegenheiten der Rechtspflege
- Dezernat 4: Informationstechnik
- Dezernat 5: Personalangelegenheiten nichtrichterlicher Dienst, Haushalt, Beauftragter für den Haushalt
- Dezernat 6: Sachmittel sowie organisatorische Themen und Geschäftsleitung
- Vertretung der Staatskasse
- Weitere Sonderfunktionen (Pressesprecher und verschiedene Beauftragte u. a. für Gleichstellung, schwerbehinderte Menschen, Daten- oder Arbeitsschutz)

Weiterhin hat das Landessozialgericht eine Geschäftsstelle, eine Anweisungsstelle, eine Datenerfassungsstelle und eine Verwaltungsgeschäftsstelle.

## Gerichtsgebäude
Das Landessozialgericht befindet sich in der Zweigertstraße 54, 45130 Essen.

## Leitung
- 1954–1960: Erich Roehrbein, * 10. Januar 1892, Gründungspräsident[2]
- 1. Mai 1969–1975: Horst Peters, * 30. April 1910
- Ab 1. Mai 1975: Karl Heinrich Schmidt, * 1. Mai 1916
- Ab 1. April 1977: Heinrich Geck, * 22. Mai 1919
- Ab 1. Juli 1981: Helmut Kallrath, * 25. März 1932
- Ab 17. Juni 1997 bis April 2010: Jürgen Brand, * 12. April 1945
- 26. November 2010[3] bis Februar 2013: Ricarda Brandts
- Juli 2013 bis Februar 2017: Joachim Nieding
- März 2017 bis 28. Mai 2019: Leitungsstelle unbesetzt
- 29. Mai 2019 bis 31. Mai 2023: Martin Löns[8]
- Seit 22. Juni 2023: Jens Blüggel[9]